# Craibiodendron stellatum
Craibiodendron stellatum là một loài thực vật có hoa trong họ Thạch nam. Loài này được (Pierre) W.W.Sm. mô tả khoa học đầu tiên năm 1911.